# Biserica romano-catolică Sfânta Treime din Adoni
Biserica romano-catolică Sfânta Treime din Adoni este un monument istoric aflat pe teritoriul satului Adoni, comuna Tarcea. În Repertoriul Arheologic Național, monumentul apare cu codul 31583.04.